# Gaspar Núñez Delgado

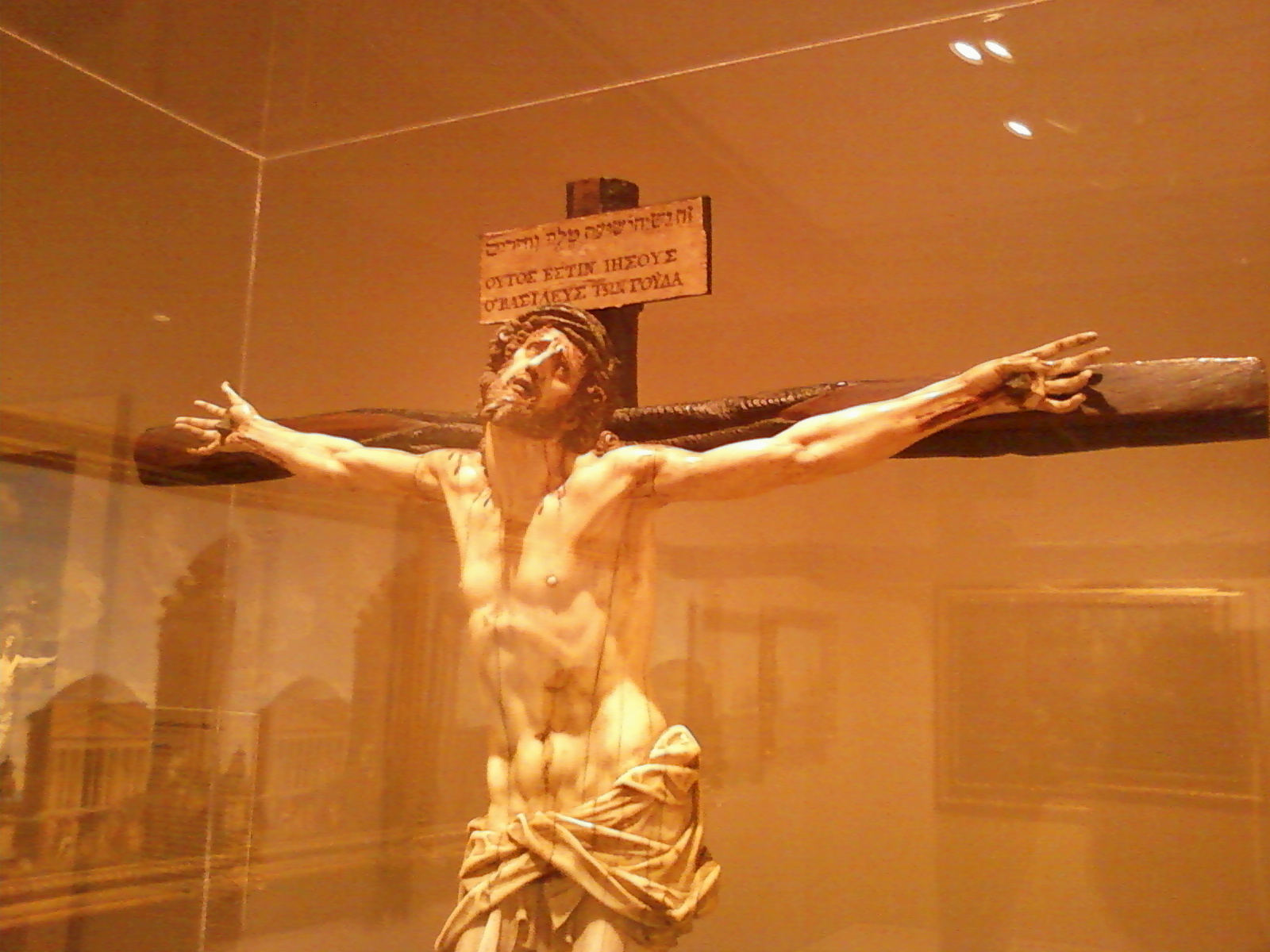
Crucifijo de marfil
Museo de Arte de Indianápolis

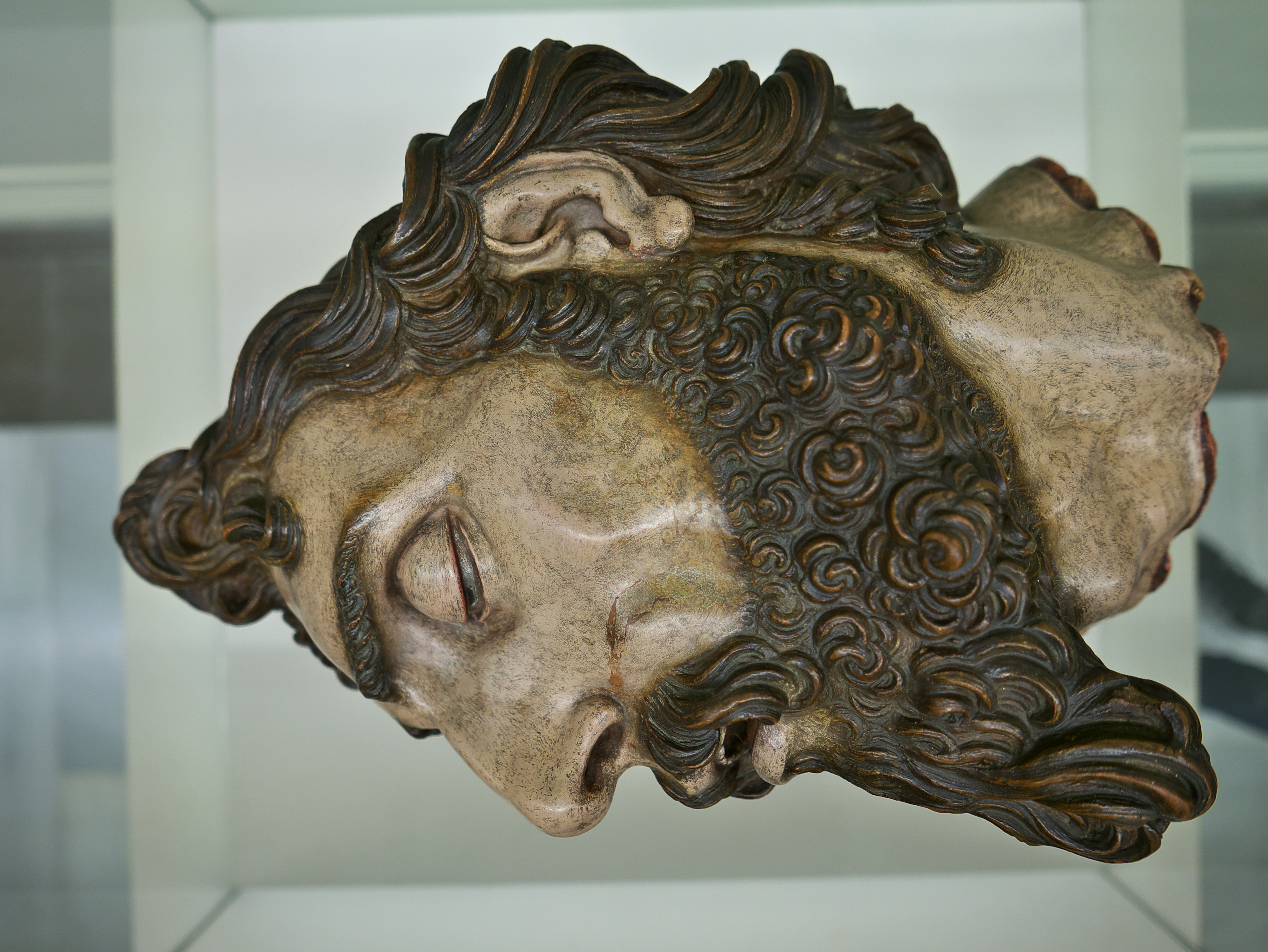
Cabeza de San Juan Bautista, Sevilla 1591

Gaspar Núñez Delgado fue un escultor de origen abulense activo en Sevilla (España) entre 1581 y 1606, donde fue discípulo de Jerónimo Hernández y maestro de Martínez Montañés. 

## Biografía
Esculpió en madera, barro y marfil.  Su estilo manierista muestra una clara transición  hacia el realismo que se desarrollaría completamente más adelante  con la llegada del barroco. Así en el año 1585 realizó un crucificado destinado a la ciudad de Puebla en México  con estilo plenamente renacentista, mientras que en otras obras posteriores como la Cabeza de San Juan Bautista de 1591 que se encuentra en el Museo de Bellas Artes de Sevilla o su Inmaculada póstuma,  se aprecia una evolución hacia el naturismo.
Entre sus obras más importantes se encuentra la magnífica imagen de San Juan Bautista (1606) perteneciente al retablo del mismo 
nombre que está situado en el Real monasterio de San Clemente (Sevilla).
Hay, en el monasterio de San Leadro (Sevilla) un "ecce homo" de Gaspar Núñez del monasterio de San Leandro. 
Es una pieza en barro policromado, datado sobre 1600.